# Réalcamp
Réalcamp est une commune française située dans le département de la Seine-Maritime en région Normandie.  

## Géographie

### Localisation

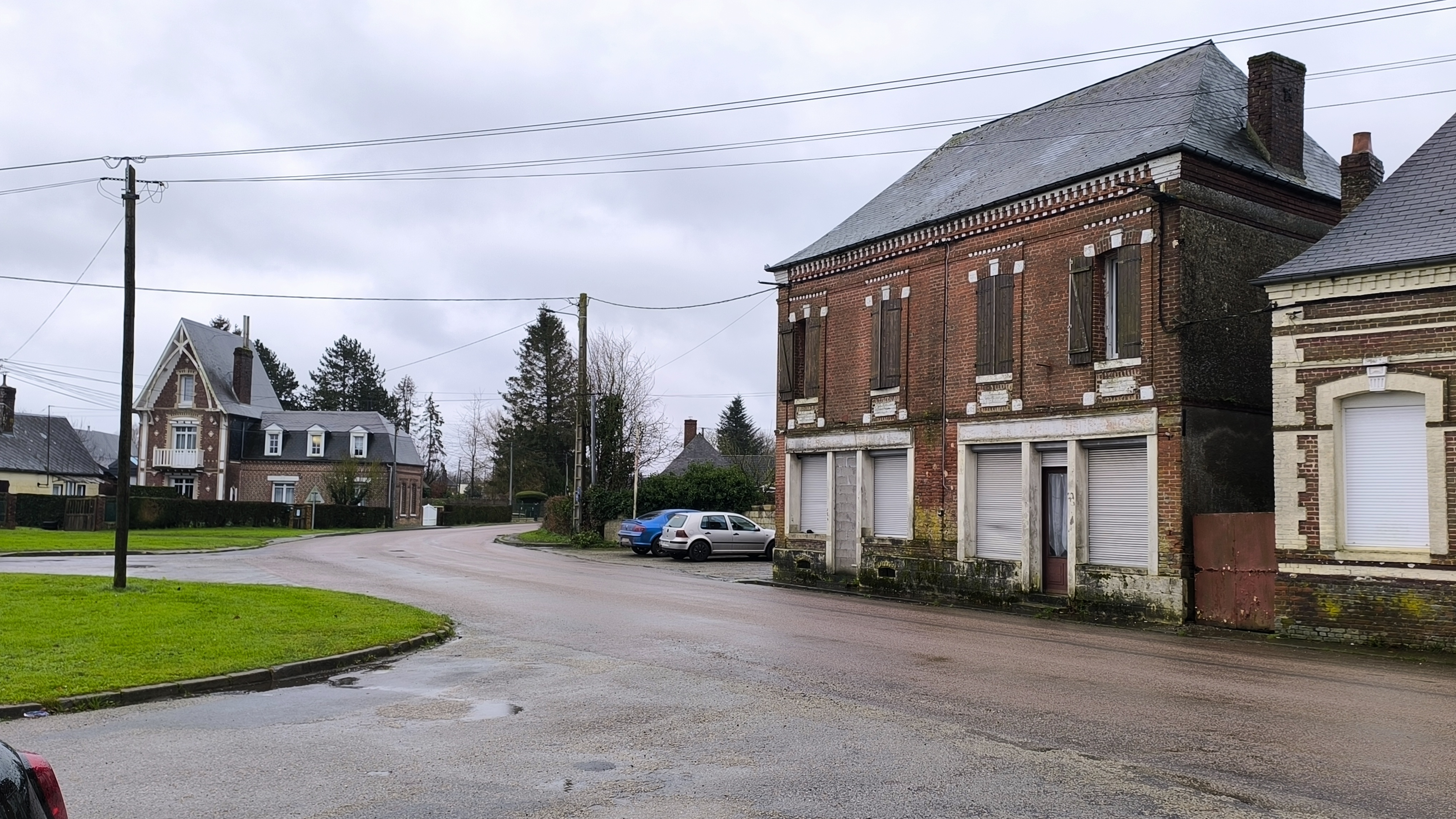
La Grande rue.

Réalcamp est un village rural normand du pays de Bray situé à 29 km au sud-est de la Manche au Tréport, 60 km au nord-est de Rouen et 50 km à l'ouest d'Amiens. Il est aisément accessible depuis l'ex-RN 28 (actuelle RD 928).
La partie nord du territoire communal est situé dans la forêt d'Eu.
La commune se trouve dans la zone d'emploi de  la Vallée de la Bresle-Vimeu  et dans le bassin de vie de Blangy-sur-Bresle.

### Communes limitrophes
Les communes limitrophes sont  Campneuseville, Fallencourt, Foucarmont, Pierrecourt, Saint-Léger-aux-Bois et Saint-Martin-au-Bosc.
| Blangy-sur-Bresle |                      | Pierrecourt          |
| Fallencourt       | Réalcamp             | Campneuseville       |
| Foucarmont        | Saint-Léger-aux-Bois | Saint-Martin-au-Bosc |

### Géologie et relief
La superficie de la commune est de 11,45 km2 ; son altitude varie de 135  à   216 mètres.
Elle se trouve sur un plateau séparant les vallées de l'Yères et de la Bresle.

### Hydrographie
La commune est située dans le bassin Seine-Normandie. Elle n'est drainée par aucun cours d'eau,.

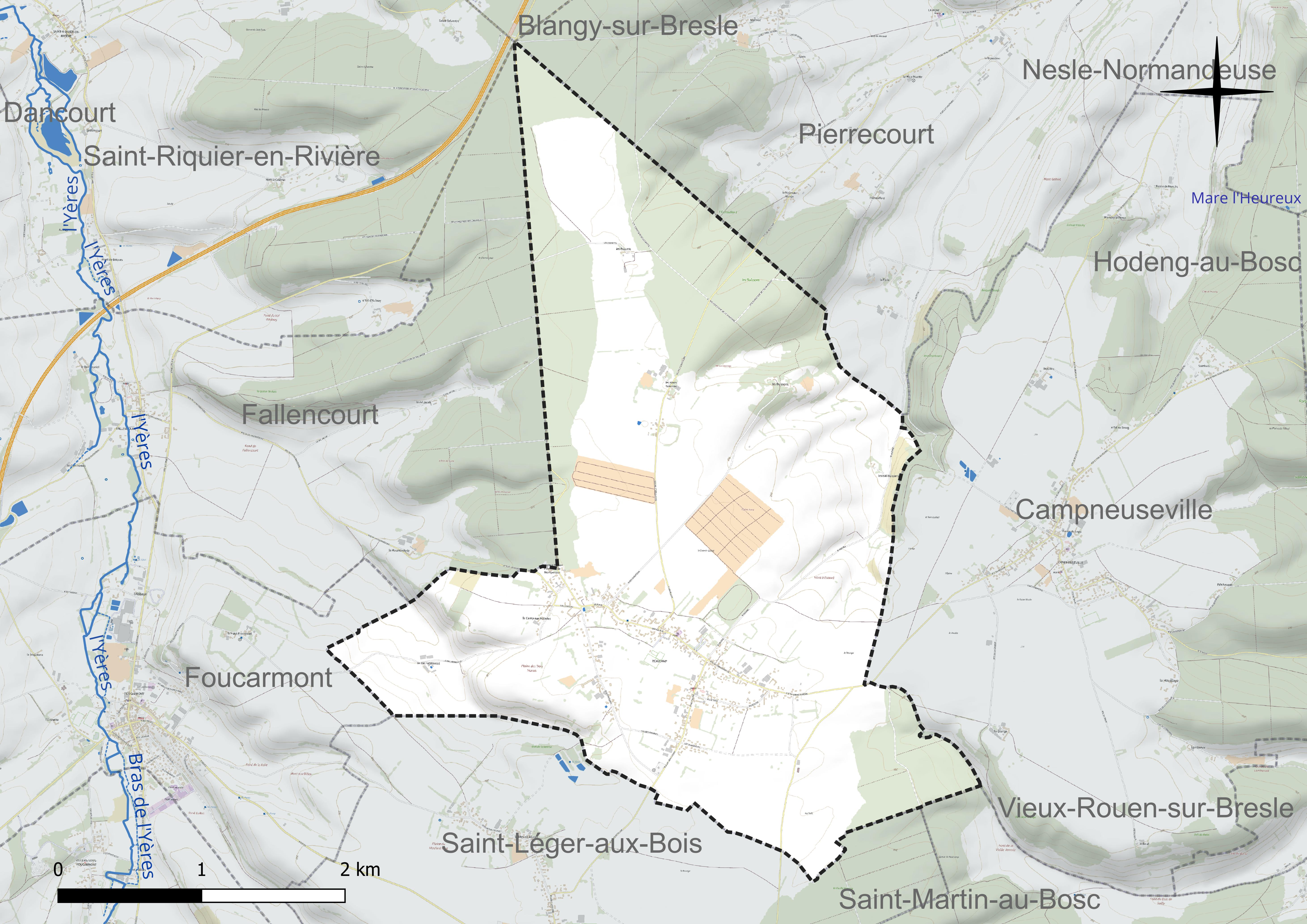
Réseau hydrographique de Réalcamp.

### Climat
Pour des articles plus généraux, voir Climat de la Normandie et Climat de la Seine-Maritime.
En 2010, le climat de la commune est de type climat océanique altéré, selon une étude du CNRS s'appuyant sur une série de données couvrant la période 1971-2000. En 2020, Météo-France publie une typologie des climats de la France métropolitaine dans laquelle la commune est exposée à un climat océanique et est dans la région climatique Côtes de la Manche orientale, caractérisée par un faible ensoleillement (1 550 h/an) ; forte humidité de l’air (plus de 20 h/jour avec humidité relative > 80 % en hiver), vents forts fréquents. Parallèlement le GIEC normand, un groupe régional d’experts sur le climat, différencie quant à lui, dans une étude de 2020, trois grands types de climats pour la région Normandie, nuancés à une échelle plus fine par les facteurs géographiques locaux. La commune est, selon ce zonage, exposée à un « climat contrasté des collines », correspondant au Pays de Bray, bien arrosé et frais.
Pour la période 1971-2000, la température annuelle moyenne est de 9,9 °C, avec une amplitude thermique annuelle de 14,2 °C. Le cumul annuel moyen de précipitations est de 886 mm, avec 13,8 jours de précipitations en janvier et 9 jours en juillet. Pour la période 1991-2020, la température moyenne annuelle observée sur la station météorologique la plus proche, située sur la commune d'Oisemont à 16 km à vol d'oiseau, est de 11,1 °C et le cumul annuel moyen de précipitations est de 801,4 mm,. Pour l'avenir, les paramètres climatiques de la commune estimés pour 2050 selon différents scénarios d’émission de gaz à effet de serre sont consultables sur un site dédié publié par Météo-France en novembre 2022.

## Urbanisme

### Typologie
Au 1er janvier 2024, Réalcamp est catégorisée commune rurale à habitat dispersé, selon la nouvelle grille communale de densité à sept niveaux définie par l'Insee en 2022.
Elle est située hors unité urbaine et hors attraction des villes,.

### Occupation des sols

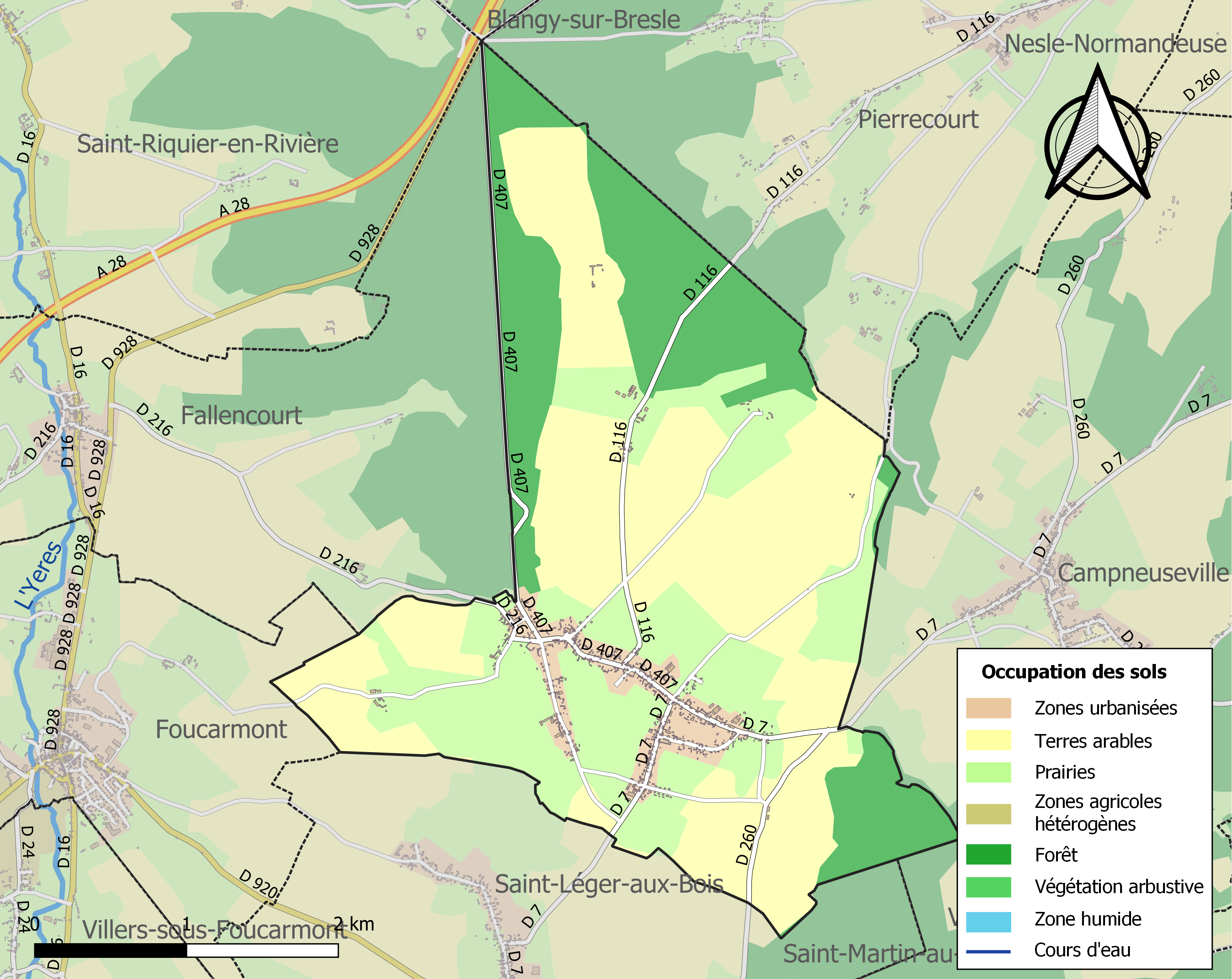
Carte des infrastructures et de l'occupation des sols de la commune en 2018 (CLC).

L'occupation des sols de la commune, telle qu'elle ressort de la base de données européenne d’occupation biophysique des sols Corine Land Cover (CLC), est marquée par l'importance des territoires agricoles (71,7 % en 2018), en augmentation par rapport à 1990 (70 %).
La répartition détaillée en 2018 est la suivante : 
terres arables (44 %), prairies (27,7 %), forêts (23 %), zones urbanisées (5,3 %).
L'évolution de l’occupation des sols de la commune et de ses infrastructures peut être observée sur les différentes représentations cartographiques du territoire : la carte de Cassini (XVIIIe siècle), la carte d'état-major (1820-1866) et les cartes ou photos aériennes de l'IGN pour la période actuelle (1950 à aujourd'hui).

### Habitat et logement
En 2021, le nombre total de logements dans la commune était de 300, alors qu'il était de 313 en 2016 et de 288 en 2011.
Parmi ces logements, 90,3 % étaient des résidences principales, 4,7 % des résidences secondaires et 5 % des logements vacants. Ces logements étaient pour 99 % d'entre eux des maisons individuelles et pour 1 % des appartements.
Le tableau ci-dessous présente la typologie des logements à Réalcamp en 2021 en comparaison avec celle de la Seine-Maritime et de la France entière. Une caractéristique marquante du parc de logements est ainsi une proportion de résidences secondaires et logements occasionnels (4,7 %) supérieure à celle du département (4,1 %) mais inférieure à celle de la France entière (9,7 %).
| Typologie                                               | Réalcamp | Seine-Maritime | France entière |
| ------------------------------------------------------- | -------- | -------------- | -------------- |
| Résidences principales (en %)                           | 90,3     | 88             | 82,2           |
| Résidences secondaires et logements occasionnels (en %) | 4,7      | 4,1            | 9,7            |
| Logements vacants (en %)                                | 5        | 7,9            | 8,1            |

## Toponymie
Le nom de la localité est attesté sous la forme de Regali Campo au XIIIe siècle, Reaucamp aux XVe et XVIIe siècles.
De l'adjectif de la langue d'oïl réal, réau, « royal » et camp, « champ ».

## Histoire

### Antiquité
Des vestiges romains ou gallo-romains ont été retrouvés au village : Bronze de Trajan recueilli dans le jardin du presbytère ; Monnaie d'Adrien, au Camp-des-Malades, au milieu de tuiles à rebords. Tuiles, meules à broyer, poteries et verroteries, aux Essartis, au Grand-Marché et au Bout-de-la-Ville.

### Temps modernes
Une verrerie existait aux hameau des Essartis au XVIIIe siècle. Elle a été abandonnée vers 1769,.

## Politique et administration

### Rattachements administratifs et électoraux

#### Rattachements administratifs
La commune se trouve depuis 1926 dans l'arrondissement de Dieppe du département de la Seine-Maritime.
Elle faisait partie depuis 1802 du canton de Blangy-sur-Bresle. Dans le cadre du redécoupage cantonal de 2014 en France, cette circonscription administrative territoriale a disparu, et le canton n'est plus qu'une circonscription électorale.

#### Rattachements électoraux
Pour les élections départementales, la commune fait partie depuis 2014 du canton d'Eu.
Pour l'élection des députés, elle fait partie de la sixième circonscription de la Seine-Maritime.

### Intercommunalité
Réalcamp était membre de la communauté de communes de Blangy-sur-Bresle, créée fin 2001.
Dans le cadre de l'approfondissement de la coopération intercommunale prévu par la loi portant nouvelle organisation territoriale de la République (Loi NOTRe) du 7 août 2015, cette intercommunalité a fusionné avec sa voisine pour former, le 1er janvier 2017, la communauté de communes interrégionale Aumale - Blangy-sur-Bresle dont est désormais membre la commune.

### Liste des maires
| Période                                  | Période                   | Identité                  | Étiquette | Qualité                                            |
| ---------------------------------------- | ------------------------- | ------------------------- | --------- | -------------------------------------------------- |
| Les données manquantes sont à compléter. |                           |                           |           |                                                    |
|                                          |                           |                           |           |                                                    |
| 1888                                     | 1904                      | Théodore Leroy            |           |                                                    |
| 1904                                     | 1912                      | Ernest Leroy              |           |                                                    |
| 1912                                     | 1919                      | Albert Dubos              |           |                                                    |
| 1919                                     | 1925                      | Hilaire Buisson           |           |                                                    |
| 1925                                     | 1935                      | Adolphe Julien Lefrançois |           |                                                    |
| 1935                                     | 1946                      | Paul Tetelin              |           |                                                    |
| 1946                                     | 1950                      | Léon Payen                |           |                                                    |
| 1950                                     | 1953                      | Marcel Dumouchel          |           |                                                    |
| 1953                                     | 1983                      | René Cressent             |           |                                                    |
| 1983                                     | 2001                      | Claude Sueur              |           | Chef entreprise                                    |
| mars 2001                                | En cours (au 3 juin 2020) | Thierry Blondin           |           | Forestier retraité Réélu pour le mandat 2020-2026, |

## Équipements et services publics

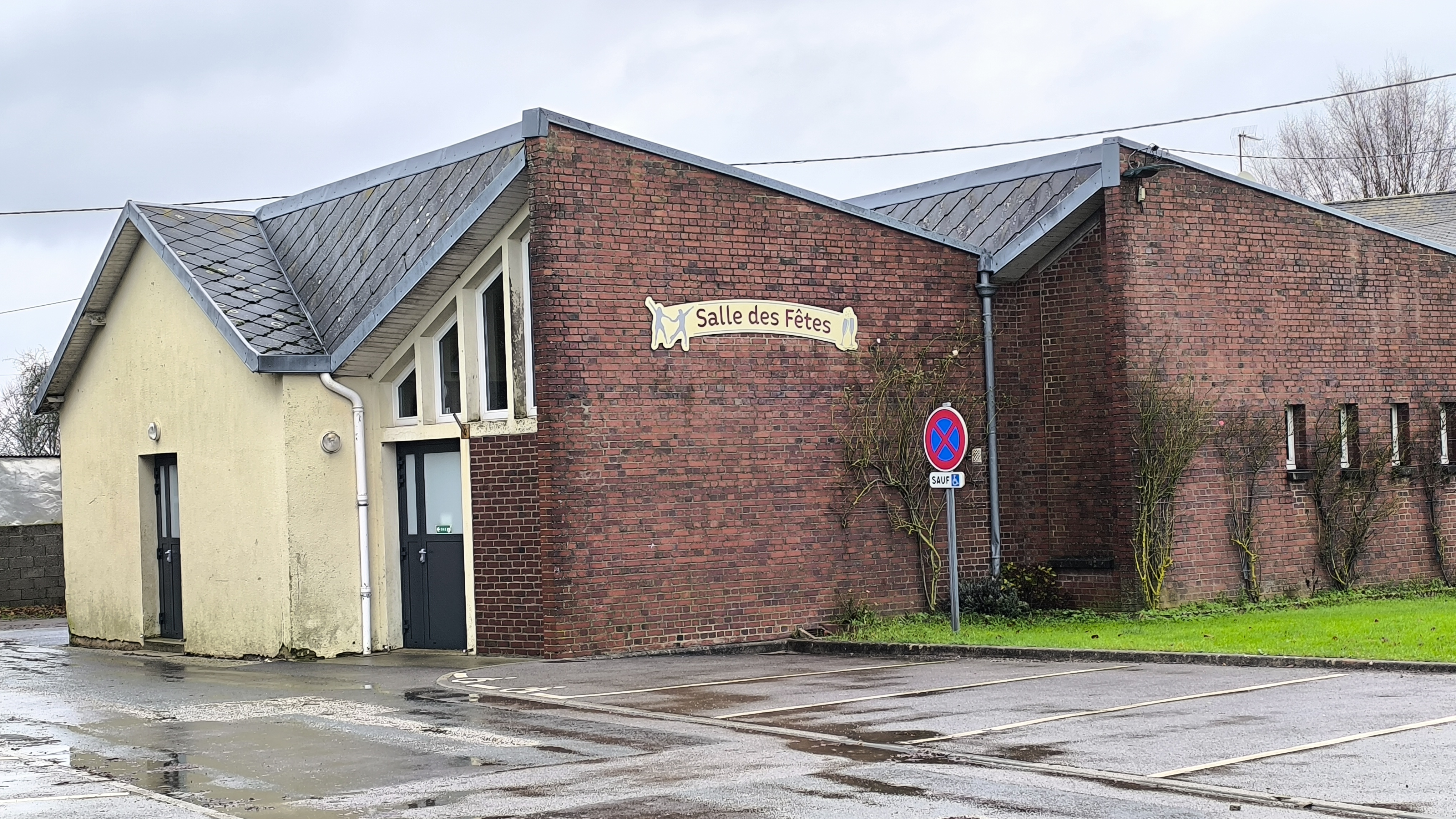
La salle des fêtes.

### Postes et télécommunications
La municipalité s'est dotée d'une agence postale communale en remplacement du bureau de poste qui fermait en 2011. Cette agence a été transférée en 2019 dans l'ancien logement de l'instituteur.

## Population et société

### Démographie
L'évolution du nombre d'habitants est connue à travers les recensements de la population effectués dans la commune depuis 1793. Pour les communes de moins de 10 000 habitants, une enquête de recensement portant sur toute la population est réalisée tous les cinq ans, les populations de référence des années intermédiaires étant quant à elles estimées par interpolation ou extrapolation. Pour la commune, le premier recensement exhaustif entrant dans le cadre du nouveau dispositif a été réalisé en 2007.

En 2022, la commune comptait 594 habitants, en évolution de −7,48 % par rapport à 2016 (Seine-Maritime : +0,35 %, France hors Mayotte : +2,11 %).
| 1793 | 1800 | 1806 | 1821 | 1831 | 1836 | 1841 | 1846 | 1851 |
| ---- | ---- | ---- | ---- | ---- | ---- | ---- | ---- | ---- |
| 910  | 726  | 791  | 817  | 798  | 782  | 855  | 806  | 825  |

| 1856 | 1861 | 1866 | 1872 | 1876 | 1881 | 1886 | 1891 | 1896 |
| ---- | ---- | ---- | ---- | ---- | ---- | ---- | ---- | ---- |
| 828  | 861  | 830  | 814  | 804  | 759  | 735  | 703  | 743  |

| 1901 | 1906 | 1911 | 1921 | 1926 | 1931 | 1936 | 1946 | 1954 |
| ---- | ---- | ---- | ---- | ---- | ---- | ---- | ---- | ---- |
| 664  | 653  | 656  | 562  | 587  | 580  | 602  | 626  | 614  |

| 1962 | 1968 | 1975 | 1982 | 1990 | 1999 | 2006 | 2007 | 2012 |
| ---- | ---- | ---- | ---- | ---- | ---- | ---- | ---- | ---- |
| 635  | 581  | 582  | 607  | 572  | 614  | 653  | 658  | 668  |

| 2017 | 2022 | - | - | - | - | - | - | - |
| ---- | ---- | - | - | - | - | - | - | - |
| 627  | 594  | - | - | - | - | - | - | - |

## Culture locale et patrimoine

### Lieux et monuments
- Église Saint-Christophe[24], « primitivement construite au XVIe siècle en moellon, que la brique rouge a remplacé, excepté dans le chœur. Dans l'intérieur de la nef on remarque une corniche en bois sculpté représentant une vigne chargée de feuilles, de fruits et d'animaux. La charpente ayant été réparée par suite d'incendie, on lit sur une poutre transversale ces mots : « Fait par les habitants en 1686 » : Le bénitier est une ancienne mesure de pierre. Les stalles en chêne, du XVIIIe siècle, proviennent de l'ancienne abbaye de Foucarmont[15] ».
- Mairie-école (de garçons), édifiée en 1884 sur les plans de l'architecte Vallan[25].
- École des filles, construite en 1858[26].
- Vestige du manoir au lieu-dit Les Hauts-Buissons, datant sans doute du XVIIe siècle et détruit par les bombardements, il n'en subsiste qu'un petit bâtiment, servant de logement d'après les traces intérieures de cheminées[27]
- Maisons et fermes anciennes (XVIIe au XIXe siècle)[28].
- Monument aux morts, réalisé en 1921 par Joseph Decostre marbrier, sculpteur et graveur à Aumale et orné de symbomes de la nation : obus, rameau, couronne : mort, croix de guerre[29]

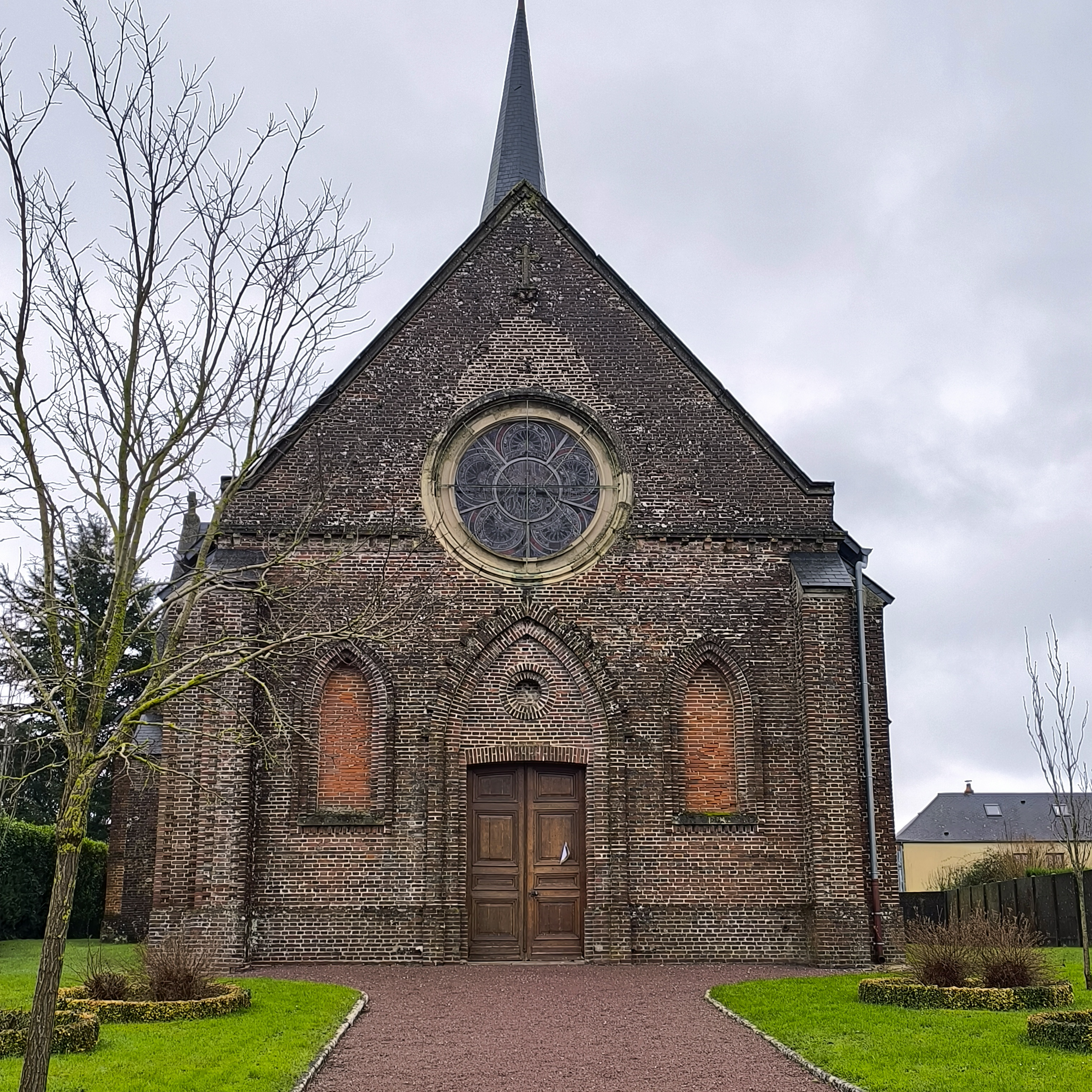
L'église...
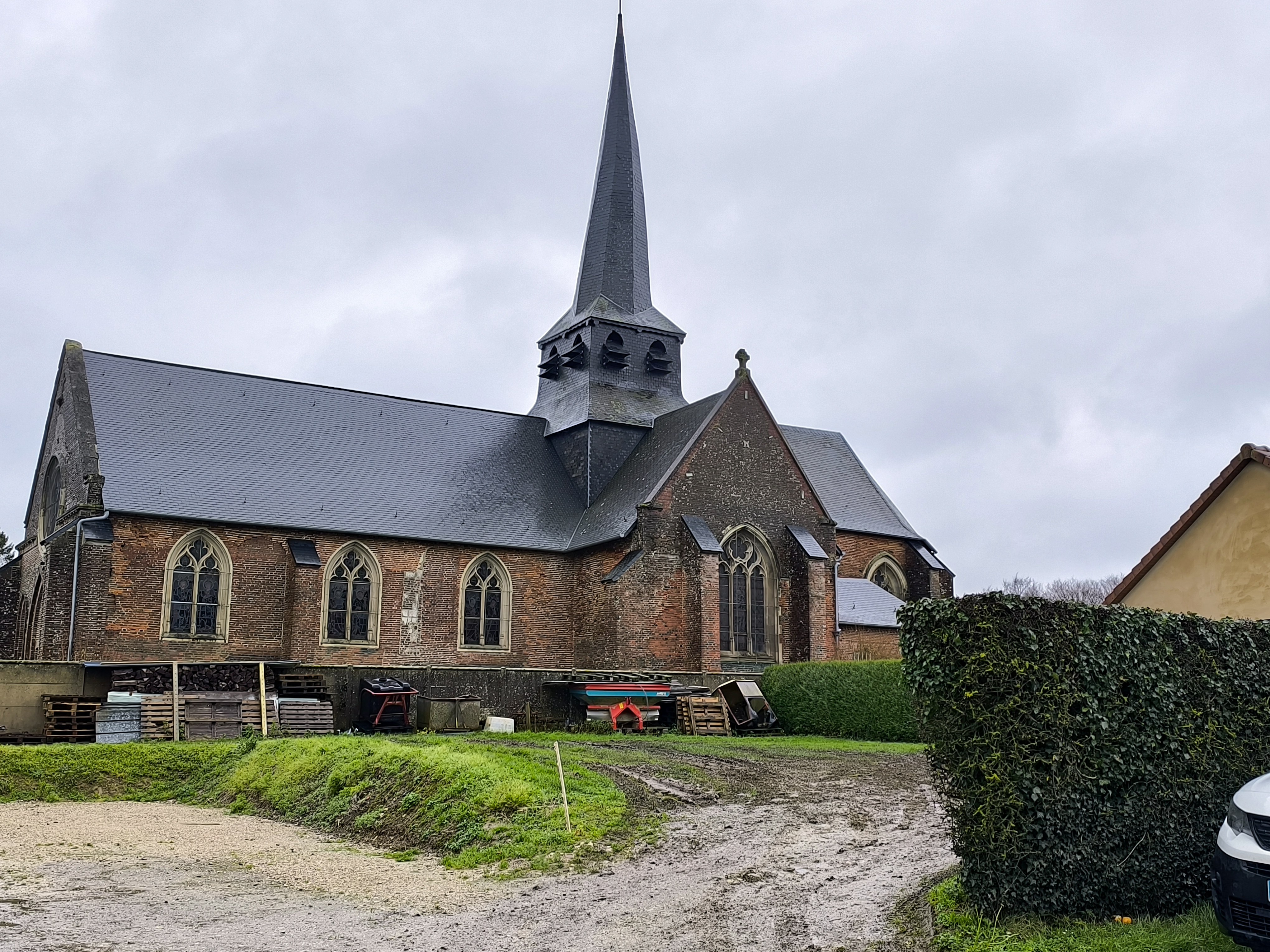
... et son côté.
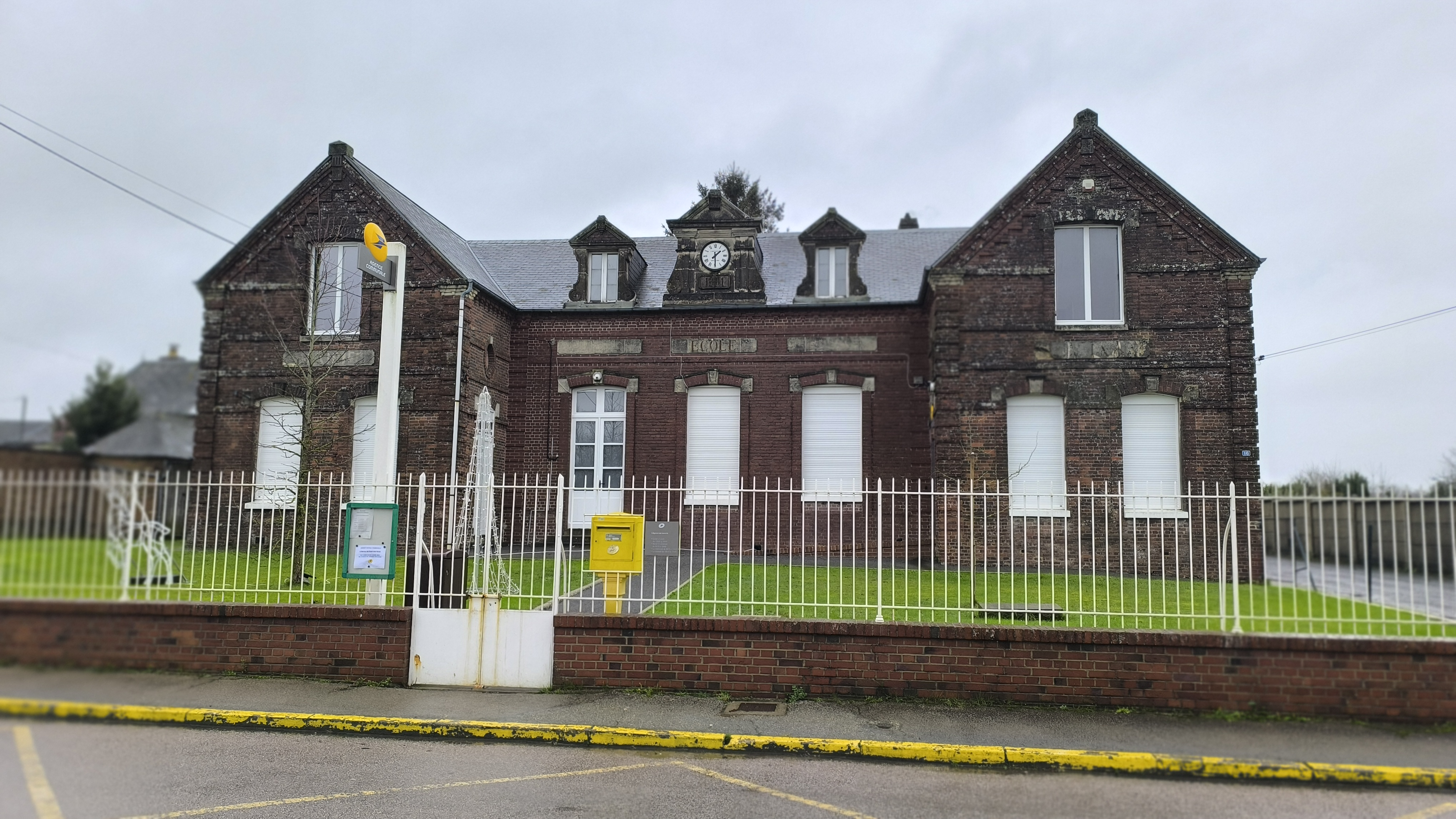
L'ancienne école des garçons, devenue agence postale communale.
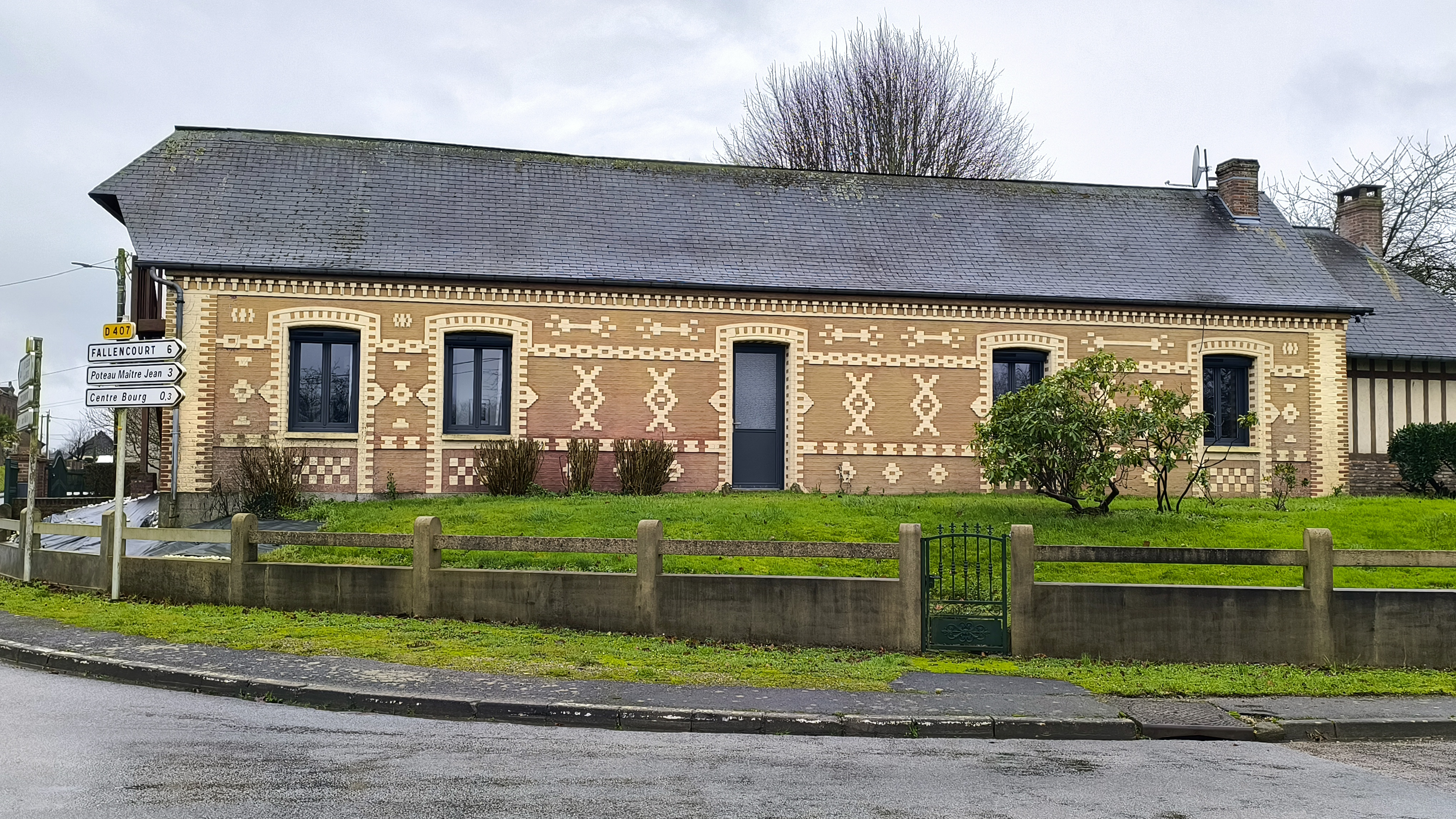
Maison ancienne.
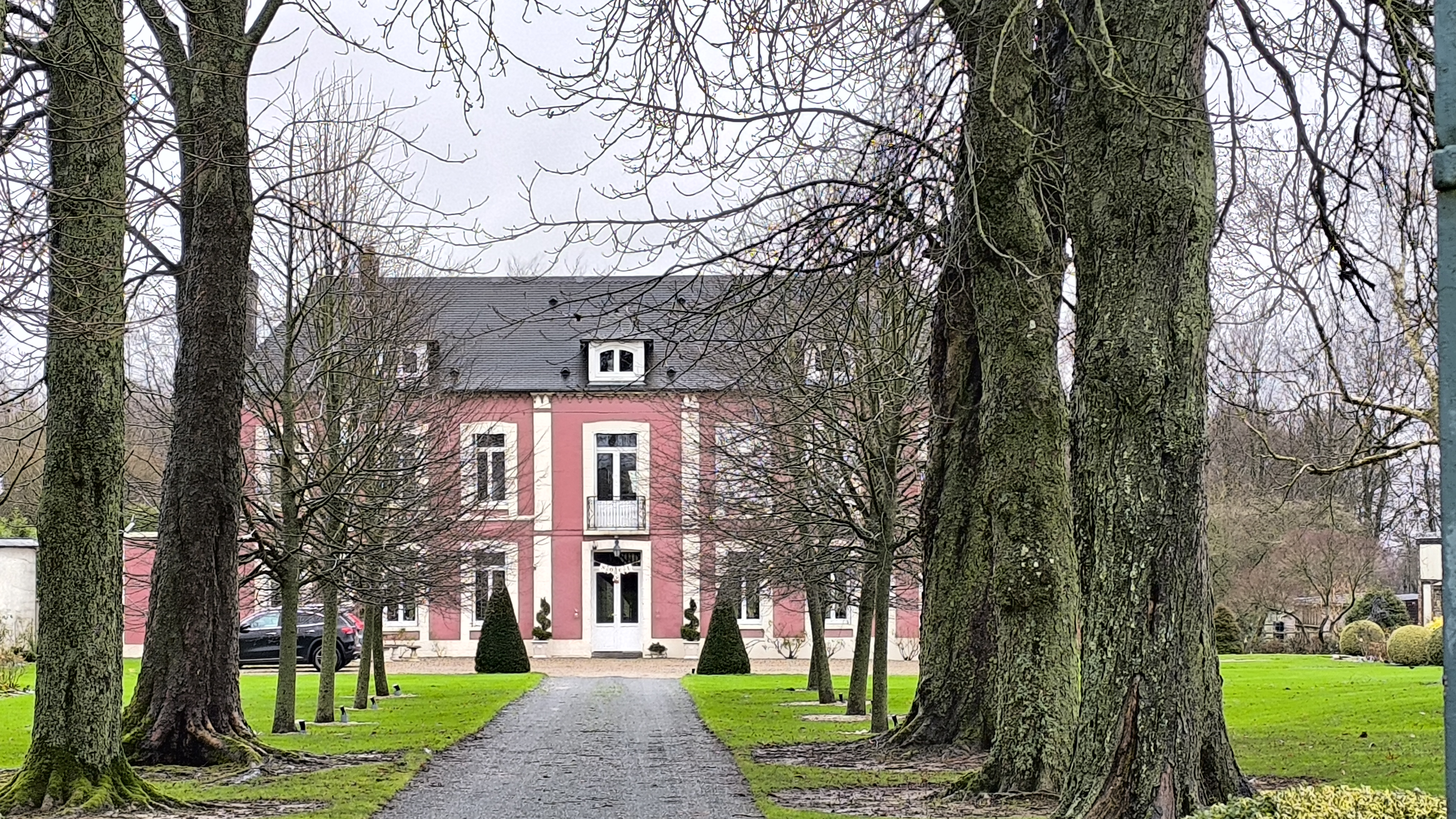
Maison de maître.
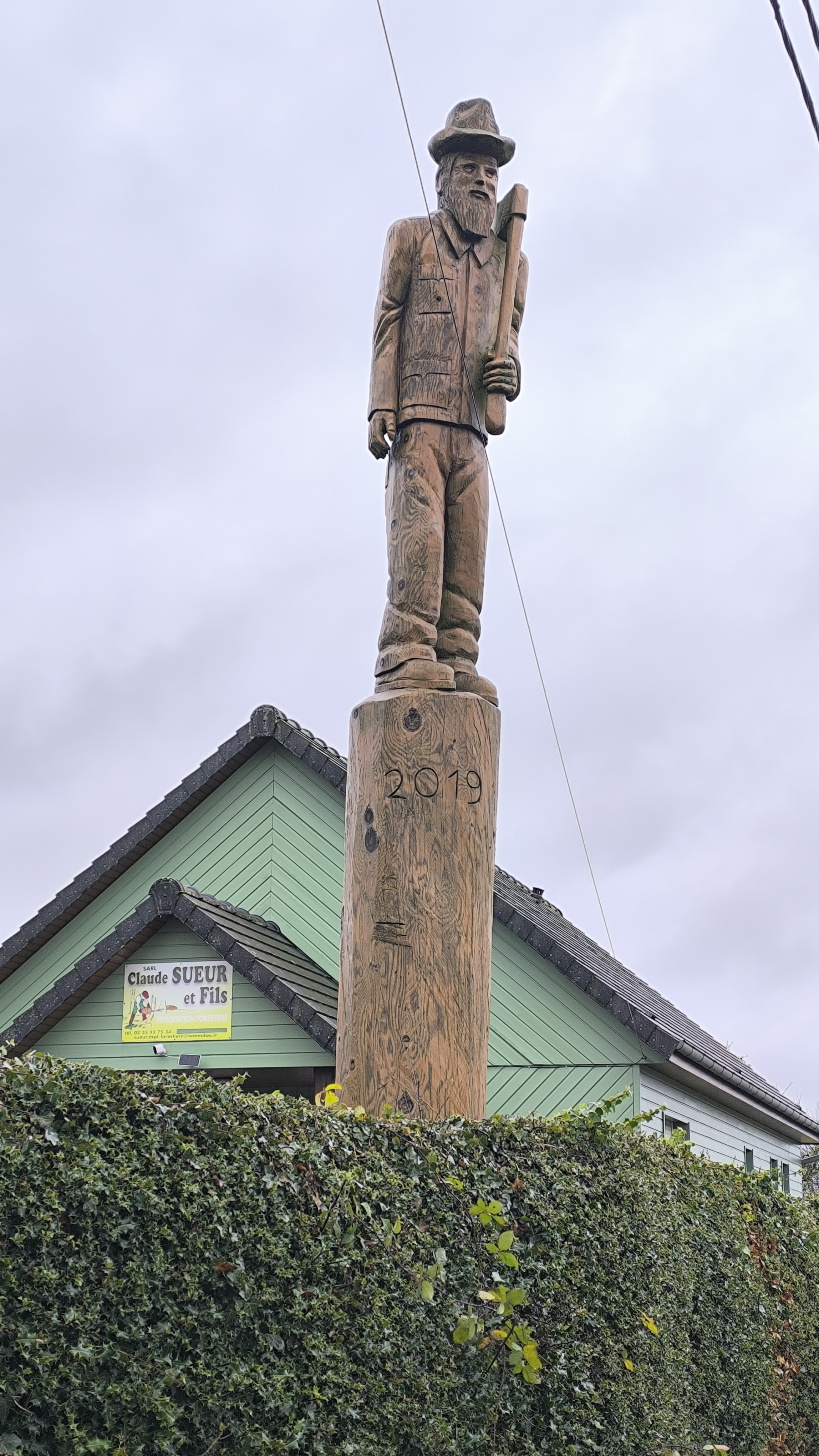
Bucheron sculpté, devant une entreprise forestière.
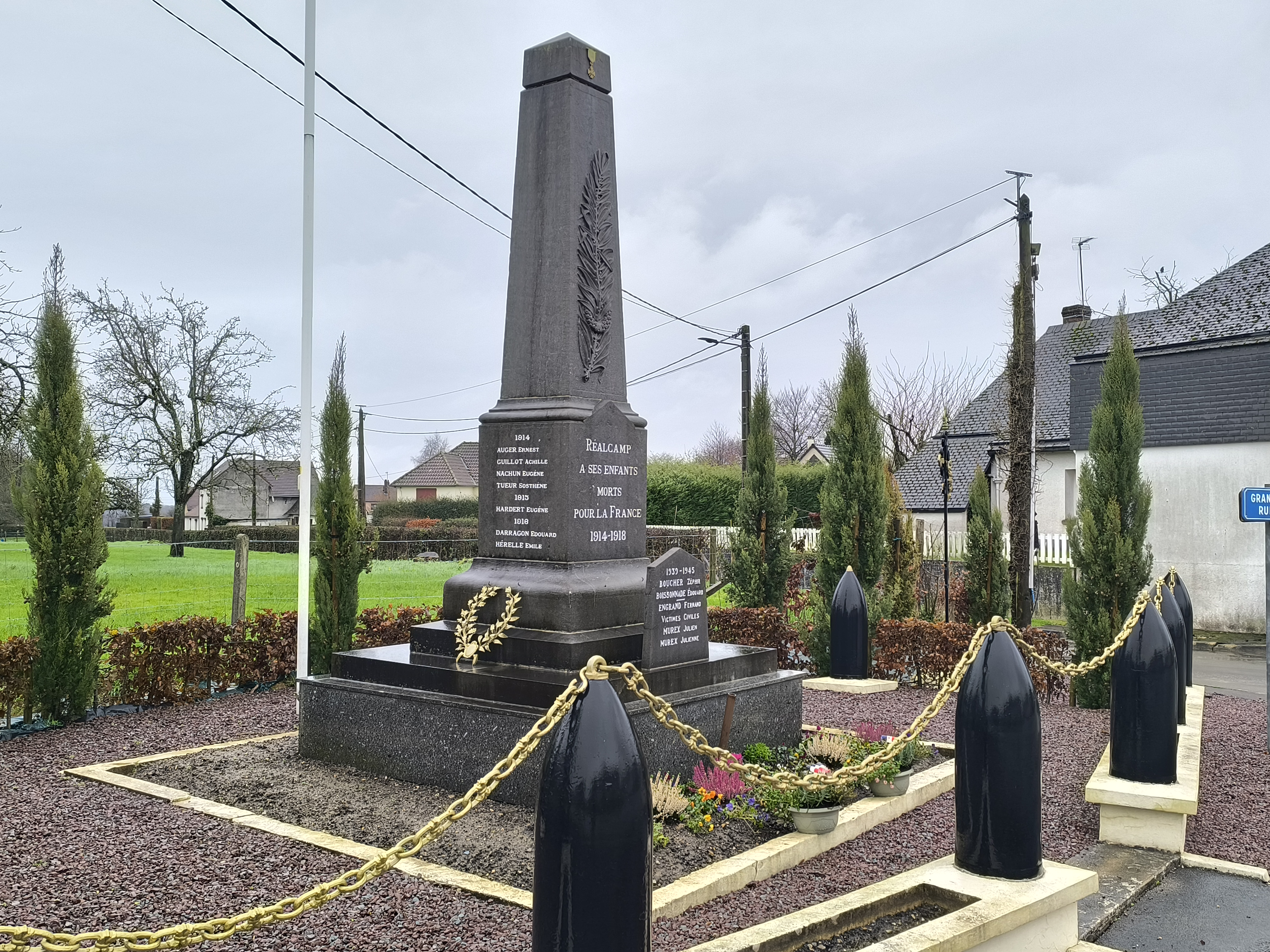
Le monument aux morts.

### Personnalités liées à la commune
- Narcisse Dupré, né le 28 février 1832 à Réalcamp et décédé le 14 février 1914 aux Grandes-Ventes, historien du pays de Bray, auteur des monographies sur Les Grandes-Ventes, Saint-Saire et Réalcamp[30].

## Pour approfondir